# Denver Broncos 2010
La stagione 2010 dei Denver Broncos è stata la 41ª della franchigia nella National Football League, la 51ª complessiva e la seconda e ultima con Josh McDaniels come capo-allenatore, licenziato il 3 dicembre dopo avere iniziato con un record di 3-9. La squadra ha terminato col peggior record della sua storia, 4-12, ed è stata la peggiore difesa della NFL con 471 punti subiti (29,4 a gara) e 6.253 yard concesse.

## Scelte nel Draft 2010
| Scelte dei Broncos nel Draft 2010 |         |                   |         |                |                                               |
| Giro                              | Scelta  | Giocatore         | Ruolo   | College        | Note                                          |
| 1                                 | 22      | Demaryius Thomas  | WR      | Georgia Tech   | firma il 31 luglio                            |
| 1                                 | 25      | Tim Tebow         | QB      | Florida        | firma il 29 luglio                            |
| 2                                 | 45      | Zane Beadles      | OT      | Utah           | firma il 27 luglio                            |
| 3                                 | 80      | J.D. Walton       | C       | Baylor         | firma il 17 giugno                            |
| 3                                 | 87      | Eric Decker       | WR      | Minnesota      | firma il 27 luglio                            |
| 4                                 | Nessuna | Nessuna           | Nessuna | Nessuna        | Nessuna                                       |
| 5                                 | 137     | Perrish Cox       | CB      | Oklahoma State | firma il 9 giugno                             |
| 6                                 | 183     | Eric Olsen        | C       | Notre Dame     | firma il 24 luglio                            |
| 7                                 | 225     | Syd'Quan Thompson | CB      | California     | firma il 21 maggio                            |
| 7                                 | 232     | Jammie Kirlew     | DE      | Indiana        | firma il 25 maggio, svincolato il 3 settembre |

## Calendario

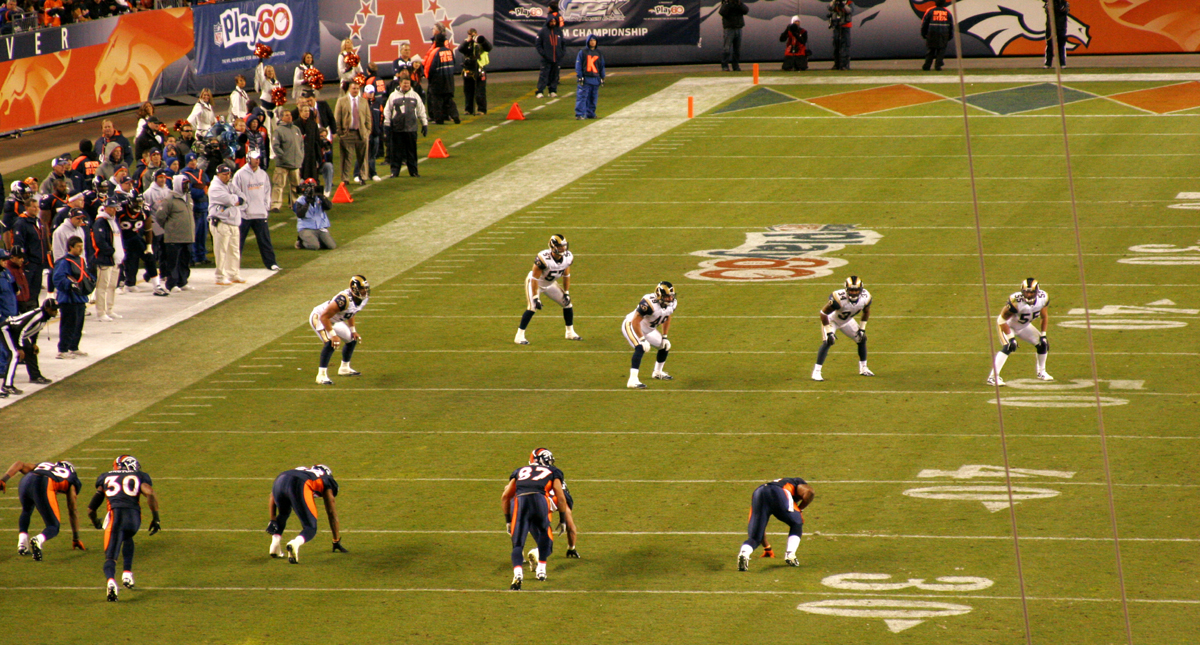
La gara del 28 novembre contro i Rams

| Stagione regolare |                    |                         |                    |                    |                                 |                    |
| Turno             | Data               | Avversario              | Risultato          | Record             | Stadio                          | Sintesi            |
| 1                 | 12/9               | at Jacksonville Jaguars | S 17–24            | 0–1                | EverBank Field                  | Recap              |
| 2                 | 19/9               | Seattle Seahawks        | V 31–14            | 1–1                | INVESCO Field at Mile High      | Recap              |
| 3                 | 26/9               | Indianapolis Colts      | S 13–27            | 1–2                | INVESCO Field at Mile High      | Recap              |
| 4                 | 3/10               | at Tennessee Titans     | V 26–20            | 2–2                | LP Field                        | Recap              |
| 5                 | 10/10              | at Baltimore Ravens     | S 17–31            | 2–3                | M&T Bank Stadium                | Recap              |
| 6                 | 17/10              | New York Jets           | S 20–24            | 2–4                | INVESCO Field at Mile High      | Recap              |
| 7                 | 24/10              | Oakland Raiders         | S 14–59            | 2–5                | INVESCO Field at Mile High      | Recap              |
| 8                 | 31/10              | at San Francisco 49ers  | S 16–24            | 2–6                | Wembley Stadium                 | Recap              |
| 9                 | Settimana di pausa | Settimana di pausa      | Settimana di pausa | Settimana di pausa | Settimana di pausa              | Settimana di pausa |
| 10                | 14/11              | Kansas City Chiefs      | V 49–29            | 3–6                | INVESCO Field at Mile High      | Recap              |
| 11                | 22/11              | at San Diego Chargers   | S 14–35            | 3–7                | Qualcomm Stadium                | Recap              |
| 12                | 28/11              | St. Louis Rams          | S 33–36            | 3–8                | INVESCO Field at Mile High      | Recap              |
| 13                | 5/12               | at Kansas City Chiefs   | S 6–10             | 3–9                | Arrowhead Stadium               | Recap              |
| 14                | 12/12              | at Arizona Cardinals    | S 13–43            | 3–10               | University of Phoenix Stadium   | Recap              |
| 15                | 19/12              | at Oakland Raiders      | S 23–39            | 3–11               | Oakland–Alameda County Coliseum | Recap              |
| 16                | 26/12              | Houston Texans          | V 24–23            | 4–11               | INVESCO Field at Mile High      | Recap              |
| 17                | 2/1                | San Diego Chargers      | S 28–33            | 4–12               | INVESCO Field at Mile High      | Recap              |

Nota:Gli avversari della propria division sono in grassetto.

## Leader della squadra
| Categoria          | Giocatore                                         | Valore             |
| ------------------ | ------------------------------------------------- | ------------------ |
| Yard passate       | Kyle Orton                                        | 3,653              |
| Touchdown passati  | Kyle Orton                                        | 20                 |
| Yard corse         | Knowshon Moreno                                   | 779                |
| Touchdown su corsa | Tim Tebow                                         | 6                  |
| Ricezioni          | Brandon Lloyd                                     | 77                 |
| Yard ricevute      | Brandon Lloyd                                     | 1,448 (leader NFL) |
| Touchdown ricevuti | Brandon Lloyd                                     | 11                 |
| Punti              | Matt Prater                                       | 76                 |
| Yard rit. kickoff  | Eric Decker                                       | 556                |
| Yard rit. punt     | Eddie Royal                                       | 298                |
| Tackle             | D.J. Williams                                     | 119                |
| Sack               | D.J. Williams                                     | 5.5                |
| Fumble forzati     | Perrish Cox Brian Dawkins Mario Haggan Lance Ball | 2                  |
| Intercetti         | Champ Bailey Renaldo Hill Syd'Quan Thompson       | 2                  |